# Catastrophe ferroviaire du pont sur le Tay
La catastrophe ferroviaire du pont sur le Tay est un accident de chemin de fer causé par l'effondrement du pont sur le Tay, au-dessus de l'estuaire du fleuve au sud de Dundee sur la ligne reliant Dundee à Édimbourg, sur la côte de l’est de l’Écosse, le 28 décembre 1879. Au moins 75 personnes trouvent la mort dans cet accident.

## Historique

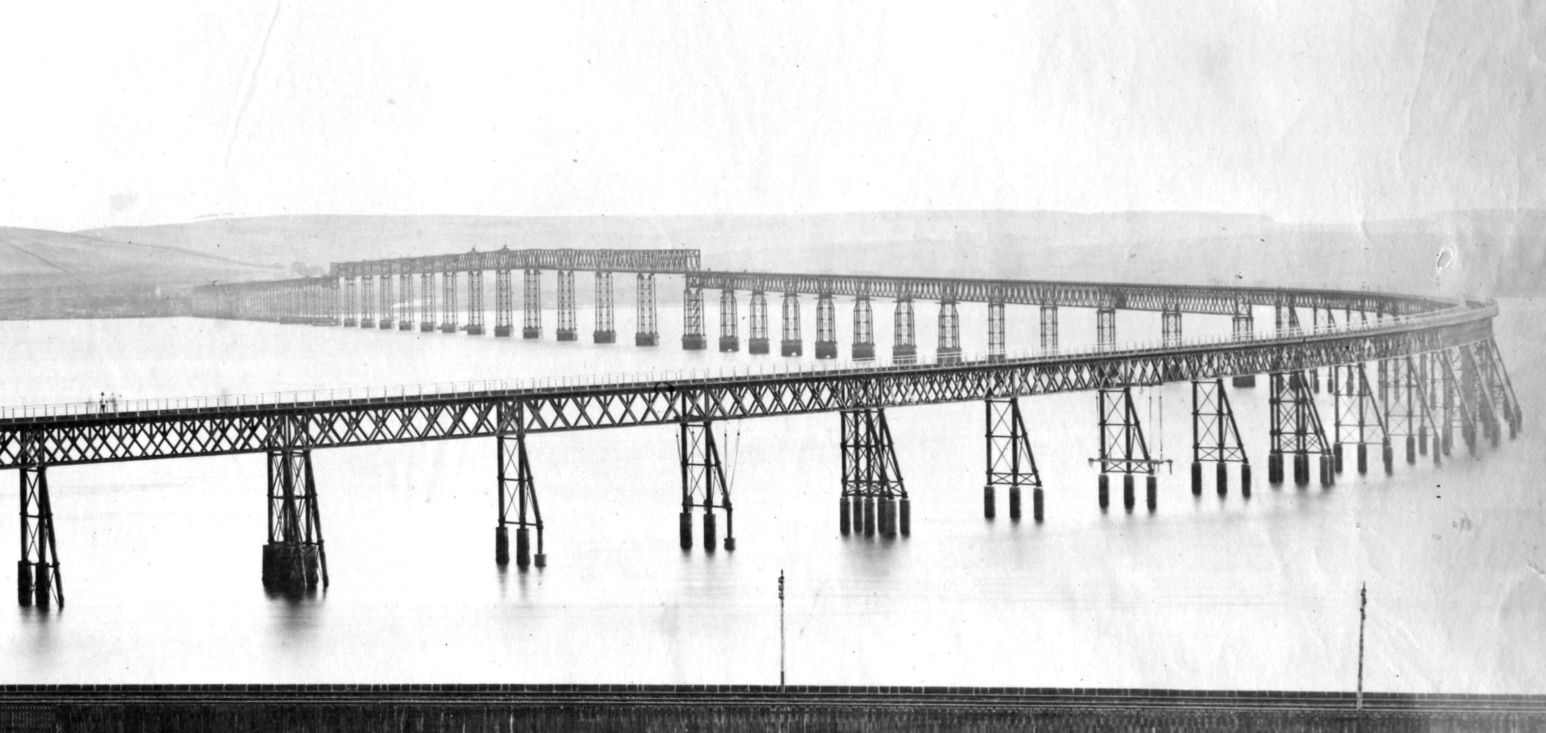
Le premier pont sur le Tay avant son effondrement.

Le premier pont sur le Tay est l’œuvre de l'architecte et ingénieur Thomas Bouch. Son projet est de remplacer la ligne de train-ferry qui relie les deux rives de l'estuaire du Tay, entre Wormit sur la rive sud et Dundee sur la rive nord, par un pont ferroviaire sur la ligne de la North British Railway entre Édimbourg et Dundee.
Bouch conçoit dans un premier temps un pont composé de poutres métalliques en treillis devant reposer sur des piliers en brique posés sur le lit du fleuve à faible profondeur. Mais dès le début de la construction, on s'aperçoit que le lit du fleuve n'est pas composé de pierres suffisamment dures pour supporter les piliers en brique. Alors on décide de remplacer ces piliers par des colonnes en fer coulé remplies de ciment et reposant sur des bases circulaires construites en maçonnerie. 
La construction du pont s'effectue de 1871 à 1877. Il est inauguré le 31 mai 1878 et ouvert au trafic voyageurs le lendemain, le 1er juin 1878. D'une longueur de 3,5 km, il est à cette époque le plus long pont du monde.

## La catastrophe

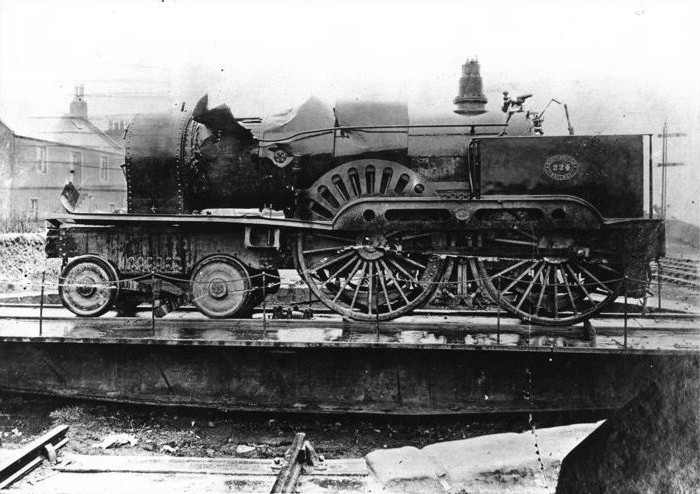
La locomotive 224 du train accidenté.

Le dimanche 28 décembre 1879, une violente tornade frappe l'Écosse avec des vents de force 11 et des rafales de 112 km/h, arrachant les arbres et faisant voler les toitures. Ce jour-là, à 17 h 20, un train de voyageurs de la compagnie North British Railway, en provenance d'Édimbourg et en direction de Dundee, quitte la ville de Burntisland située sur la rive nord du Forth, après avoir traversé son estuaire à bord d'un train-ferry. Le train est composé d'une locomotive, de cinq voitures et d'un fourgon, tous de petite taille. La locomotive est la no 224 de la série 220.
Vers 19 h 15, le train atteint la rive sud du Tay et s’engage sur le pont alors que la tempête atteint son paroxysme. Lorsqu'il se trouve au milieu du pont, le train est déséquilibré par la violence des vents et entraîne avec lui les 13 travées en poutres à treillis de 75 m chacune située entre les piliers 28 et 41. Les poutres et le train basculent alors dans le fleuve et disparaissent dans ses eaux tumultueuses. Il est possible aussi que le pont se soit écroulé juste avant le passage du train. On ne retrouve aucun survivant après l'accident, les soixante-quinze passagers et agents de la compagnie périssent dans les eaux glaciales du Tay.

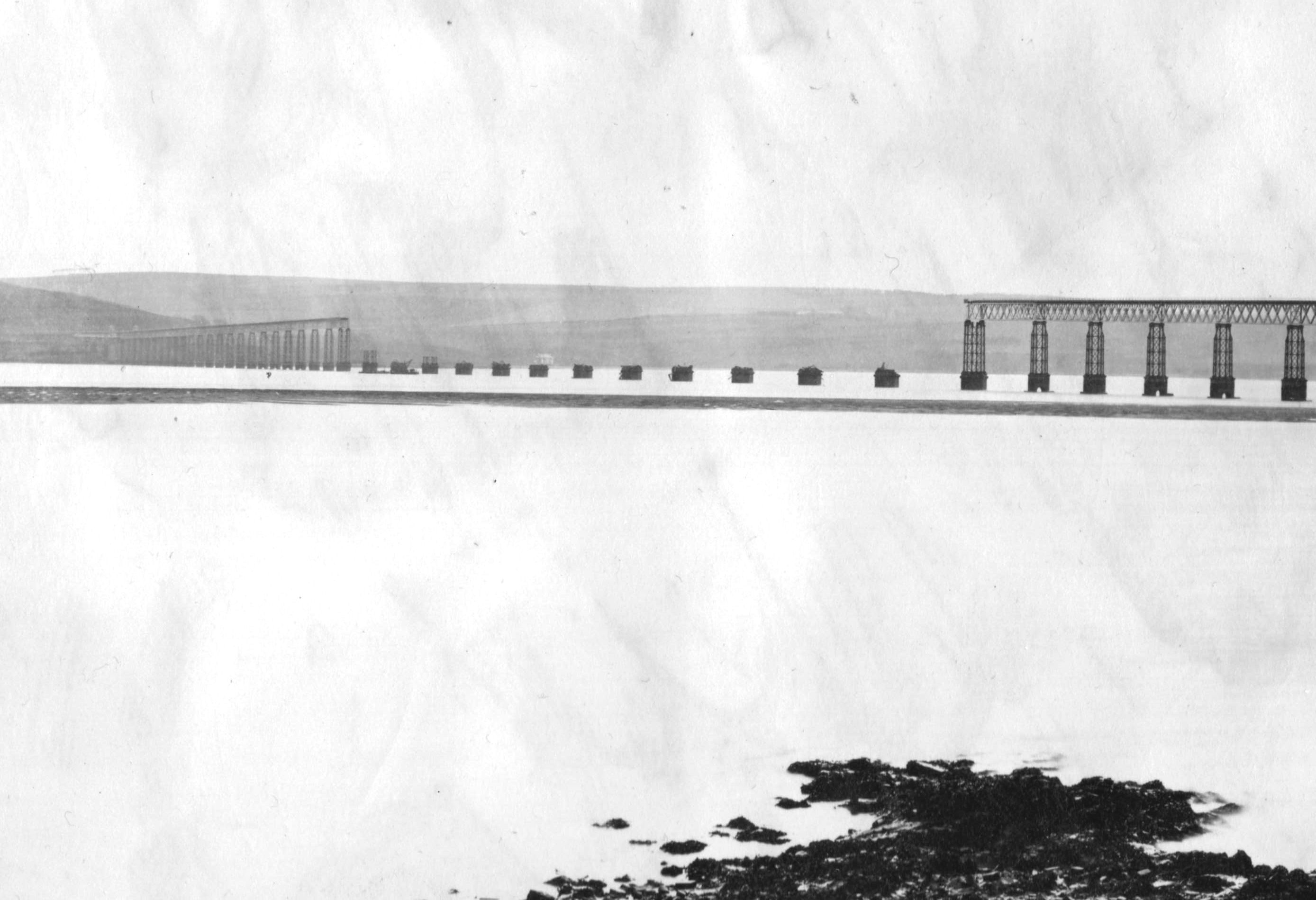
Vue du pont après la catastrophe.
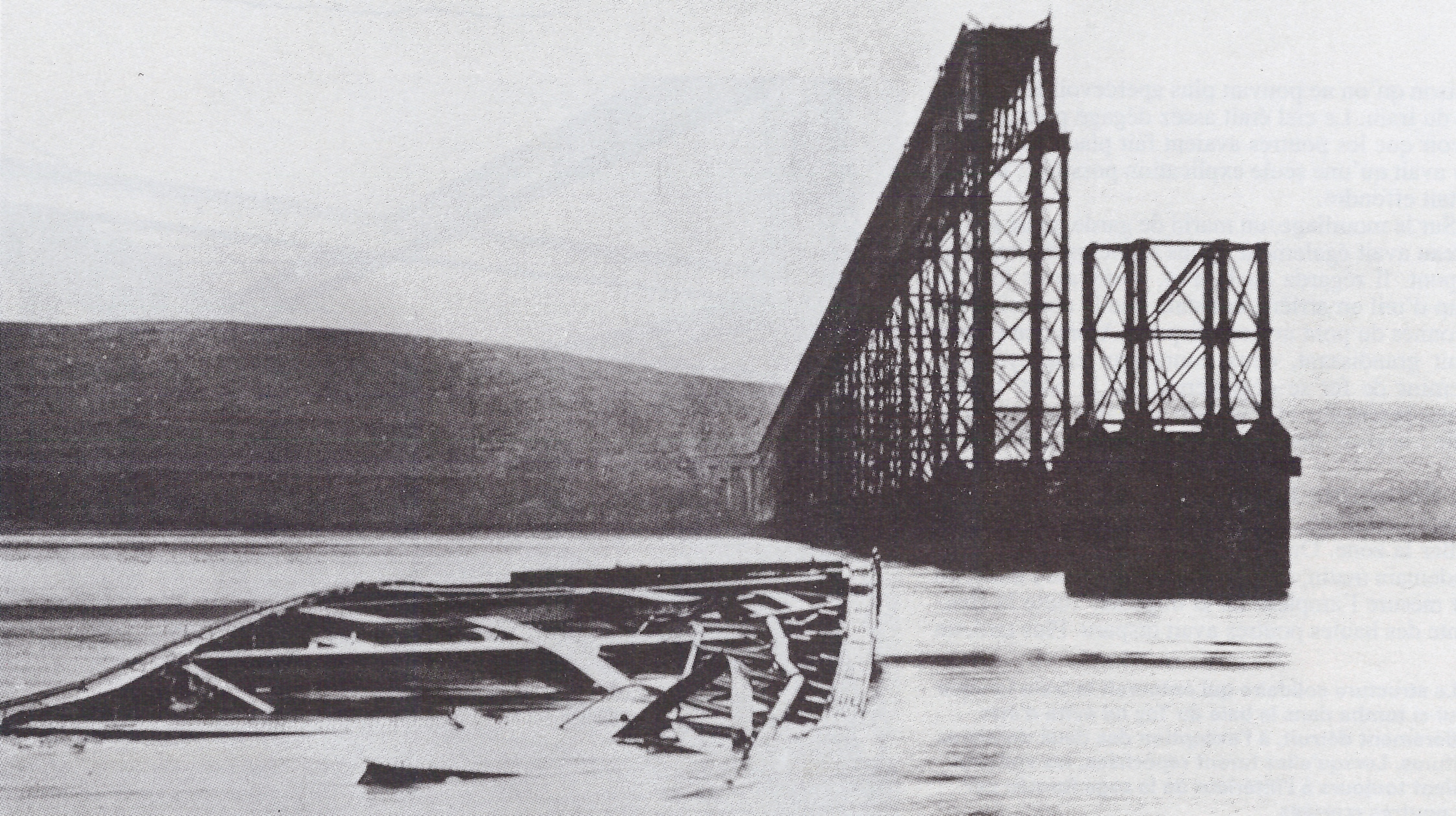
Les vestiges du pont et des poutres tombées dans le fleuve.
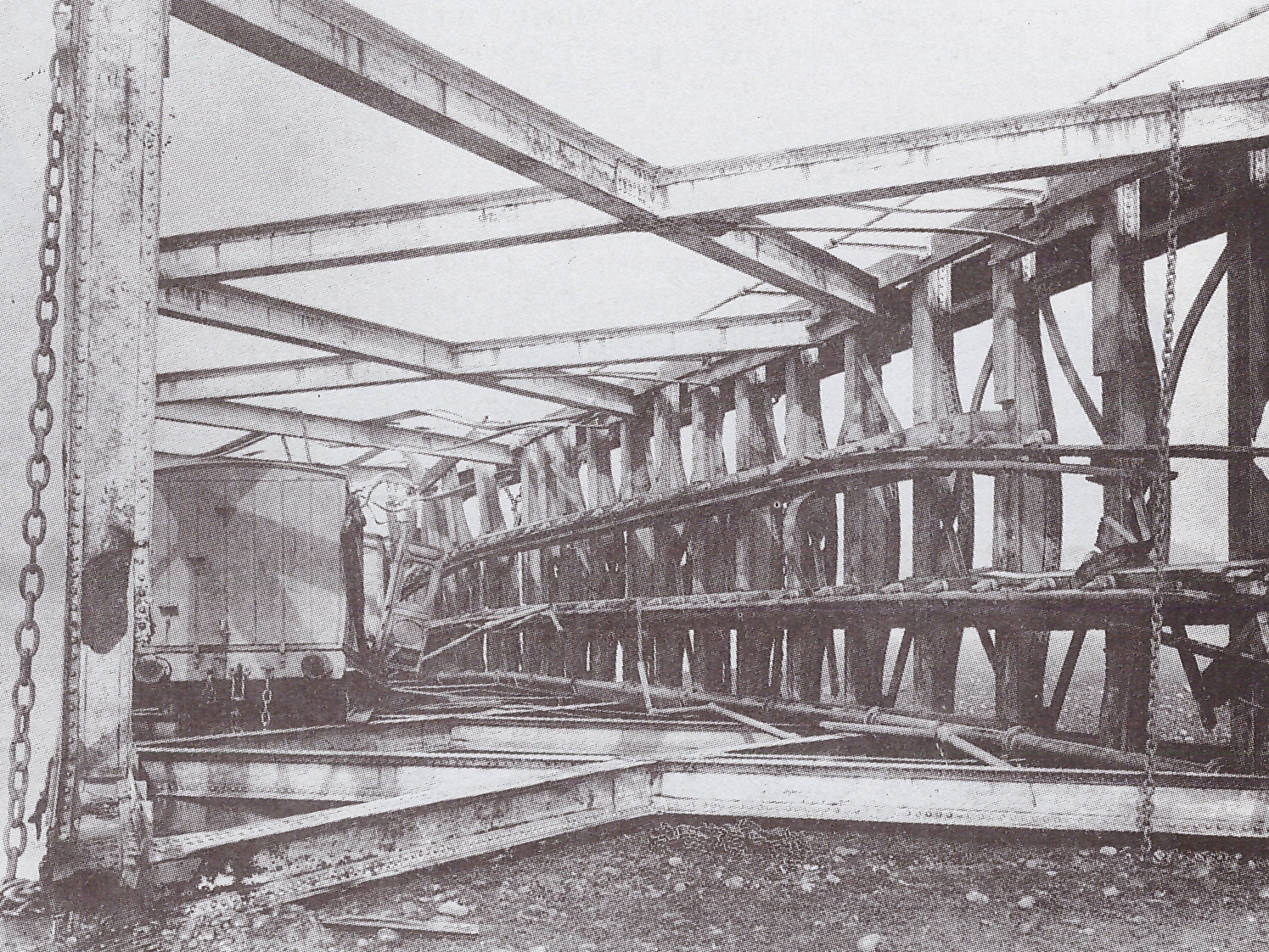
Vue d'une partie des poutres en treillis et des voitures coincées à l'intérieur, après leur récupération.

## Les causes
L'enquête menée à la suite de cette catastrophe indique que les entreprises de la compagnie ferroviaire ont sacrifié la sécurité et la longévité du pont afin de réduire les coûts de sa construction. Les enquêteurs critiquent les méthodes de travail bâclées, telles que l'utilisation d'une fonte pauvre, comme étant des facteurs de l'effondrement du pont. Ils supposent même que Thomas Bouch avait rogné sur les dépenses, ce qui l'avait conduit à accepter une moindre qualité du fer dans l'assemblage des poutrelles.
L'enquête conclut que le pont « a été mal conçu, mal construit et mal entretenu », que les boulons et les tenseurs en fer n'étaient pas assez forts pour résister à la pression des vents et que les piliers en fonte avaient été mal construits. En sus, la réutilisation de poutres tombées dans le fleuve lors de la construction du pont a pu contribuer à l'effondrement.
La locomotive impliquée dans l'accident a été réparée et a repris du service jusqu'en 1907. Le pont a été reconstruit en 1887. Les vestiges des piles de l'ancien pont peuvent encore être observés de nos jours le long du nouveau pont.

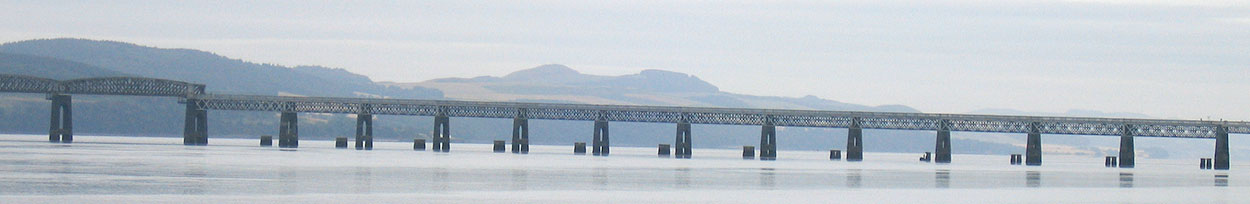
Vue de la partie nord du nouveau pont du Tay, sur la rive de Dundee, où l'on voit les bases des piliers de l’ancien pont.

## Dans la littérature
Pour commémorer l'événement, le poète écossais William McGonagall écrivit son poème épique The Tay Bridge Disaster.
Le poète allemand Theodor Fontane écrivit Die Brücke am Tay.
La première partie du roman Le Chapelier et son château (Hatter's Castle), d'A. J. Cronin, s'achève sur la catastrophe du pont sur le Tay.
La catastrophe a fait l'objet d'un récit en bande dessinée paru en 1961 dans le numéro 1200 du journal de Spirou dans la série Les Belles Histoires de l'oncle Paul sous le titre Le pont tragique (Dessin : Eddy Paape, adaptation : Octave Joly).
L'histoire est racontée d'après les récits des journaux de l'époque dans le livre de Barbara Vine (alias Ruth Rendell) intitulé The Blood Doctor (le Médecin du sang) paru en 2003.